# Starrcade (1986)
Starrcade '86: Night of the Skywalkers fue la cuarta edición de Starrcade, un evento de pago por visión producido por la National Wrestling Alliance (NWA). El evento tuvo lugar el 27 de noviembre de 1986 desde dos estadios:
- Greensboro Coliseum en Greensboro, Carolina del Norte
- The Omni en Atlanta, Georgia

## Resultados

### Greensboro Coliseum
- Tim Horner & Nelson Royal derrotaron a Don & Rocky Kernodle (7:30)
  - Horner cubrió a Kernodle.
- Hector Guerrero & Baron Von Raschke derrotaron a Shaska Whatley & The Barbarian (7:25) 
  - Raschke cubrió a Whatley.
- Wahoo McDaniel derrotó a Rick Rude en un Indian Strap match (9:05)
  - McDaniel ganó al tocar los cuatro esquineros superiores consecutivamente.
- Jimmy Valiant derrotó a Paul Jones en un Hair vs Hair match (4:00)
  - Valiant cubrió a Jones después de que este se golpease con un objeto.
- Tully Blanchard derrotó Dusty Rhodes en un First Blood match ganando el Campeonato Mundial de la Televisión (7:30)
  - Blanchard ganó cuando Rhodes comenzó a sangrar.
- The Rock 'n' Roll Express (Ricky Morton y Robert Gibson) derrotaron a Ole y Arn Anderson en un Steel Cage match reteniendo el Campeonato Mundial en Parejas de la NWA (20:20)
  - Morton cubrió a Ole después de un "Dropkick".

### The Omni
- Brad Armstrong y Jimmy Garvin (con Precious) terminaron sin resultado
- Krusher Khruschev y Ivan Koloff derrotaron a Bobby Jaggers y Dutch Mantel en un No Disqualification Match reteniendo el Campeonato en Parejas de los Estados Unidos de la NWA
- Sam Houston derrotó a Bill Dundee por descalificación reteniendo el Campeonato Peso Pesado de los Estados Centrales de la NWA
- Big Bubba Rogers (con Jim Cornette) derrotó a Ron Garvin en un Street Fight
- The Road Warriors (con Paul Ellering) derrotó a The Midnight Express (con Jim Cornette y Big Bubba Rogers) en un Skywalkers match
- El Campeón Mundial Peso Pesado de la NWA Ric Flair y el Campeón de los Estados Unidos de la NWA Nikita Koloff terminaron con doble descalificación